# 絶対ガロア群

実数体 R の絶対ガロア群は、複素数体 C が R の分離閉包で [C:R] = 2 なので、複素共役で生成される位数2の巡回群である。

体 K の絶対ガロア群 GK（ぜったいガロアぐん、英: absolute Galois group）とは、K の分離閉包 Ksep の K 上のガロア群のことである。これは、K の代数的閉包の自己同型のうちで K を固定するもの全てから成る群と一致する。絶対ガロア群は副有限群であり、内部自己同型による違いを除いて well-defined である。
K が完全体であれば Ksep は K の代数的閉包 Kalg と等しい。K が標数0の場合や、K が有限体の場合がこれにあたる。

## 例
- 代数的閉体の絶対ガロア群は単位元のみからなる自明な群である。

- 実数体の絶対ガロア群は複素共役と恒等写像からなる位数2の巡回群である。これは、複素数体 C が 実数体 R の分離閉包であり、[C:R] = 2 であることから分かる。

- 有限体 K の絶対ガロア群は次の群

{\displaystyle {\hat {\mathbf {Z} }}=\varprojlim \mathbf {Z} /n\mathbf {Z} }
と同型である（記号については射影極限参照）。フロベニウス自己同型 Fr は GK の標準的な位相的生成元である。Fr は、q を K の元の数とすると、Fr(x) = xq （x は Kalg の元）で定義される写像である。
- 複素数体上の有理関数体の絶対ガロア群は自由副有限群である。これはリーマンの存在定理に起源を持つ定理で、アドリアン・ドゥアディ（英語版）により証明された[1]。

- より一般に、任意の代数的閉体 C に対して、有理関数体 K = C(x) の絶対ガロア群は自由でその階数は C の濃度に等しいことが知られている。これはデイヴィッド・ハーバター（英語版）[訳語疑問点]とフロリアン・ポップにより証明され、のちにダン・ハラン（英語版）[訳語疑問点]とモシェ・ジャーデン（英語版）[訳語疑問点]により代数的な方法で別証明が与えられた[2][3][4]。

- K を p 進数体 Qp の有限次拡大とする。p ≠ 2 であれば、この体の絶対ガロア群は [K:Qp] + 3 個の元で生成され、またその生成元と関係式も完全に知られている。これはウーヴェ・ヤンセン（英語版）とケイ・ヴィンベルグ（英語版）[訳語疑問点]による結果である[5][6]。p = 2 の場合にもいくつかの結果があるが、Q2 に対してはその構造は知られていない[7]。

- 総実な代数的数全ての体の絶対ガロア群が決定されている[8]。

## 未解決問題
- 有理数体の絶対ガロア群を直接的に記述する方法が知られていない。有理数体の絶対ガロア群の元で他の元と区別できるよう名前が付けられているのは単位元と複素共役だけである[9]。ベールイの定理によりこの絶対ガロア群はグロタンディークの子供のデッサン（曲面上の地図）に忠実に作用するので、代数体のガロア理論を"見る"ことはできる。

- 有理数体の最大アーベル拡大 K の絶対ガロア群は自由副有限群であろうと予想されている（シャファレヴィッチの予想）[10]。

## その他の結果
- 全ての副有限群はあるガロア拡大のガロア群となる[11]が、全ての副有限群が絶対ガロア群となるわけではない。例えば、有限群で絶対ガロア群となるものは単位元のみの自明な群か位数2の群だけであることがアルティン・シュライアーの定理から分かる。

- 全ての射影的副有限群（英語版）[訳語疑問点]は擬代数的閉体（英語版）[訳語疑問点]の絶対ガロア群として実現できる。このことはアレクサンダー・ルボツキー（英語版）[訳語疑問点]とルー・ファン・デン・ドリース（英語版）[訳語疑問点]によって証明された[12]。